# Abd al-Latif al-Baghdadi
Muwaffaq ad-Din Abu Muhammad ibn Yusuf Abd al-Latif al-Baghdadi, kurz Abd al-Latif al-Baghdadi (arabisch عبد اللطيف البغدادي, DMG ʿAbd al-Laṭīf al-Baġdādī; * März 1162 in Bagdad; † 8. November 1231 ebenda) war ein arabischer Reisender, Universalgelehrter, Historiker und Mediziner.

## Leben
Abd al-Latif al-Baghdadi entstammte einer aus Mossul stammenden, der Oberschicht angehörenden Familie und war der Sohn von Yusuf, einem Kenner und Kommentator des Koran. Viele Details seines Lebens können seiner Autobiographie entnommen, die teilweise u. a. in der 1242 verfassten Biographien-Sammlung Quellen von Nachrichten über Ärztegenerationen des syrischen Arztes Ibn Abī Usaibiʿa erhalten ist, mit dem er in seinen späten Lebensjahren in Korrespondenz getreten war. Seine Jugendjahre verbrachte Abd al-Latif in seiner Heimatstadt Bagdad und studierte hier u. a. arabische Grammatik, Recht, Medizin und arabische Tradition bei mehreren damals berühmten Gelehrten. Ein nach Bagdad gereister Maghrebiner veranlasste ihn, auch Philosophie, Naturwissenschaft und Alchemie zu erlernen. Die letztgenannte Disziplin gab er aber auf, da er sie für eine irrationale Praktik hielt. Auf dem Gebiet der Mathematik studierte er u. a. Euklidische Geometrie.
Im Alter von 27 Jahren verließ Abd al-Latif Bagdad und begab sich lange Zeit auf ausgedehnte Bildungsreisen. Er reiste zunächst nach Mossul, wo er an einer Madrasa als öffentlicher Lehrer angestellt wurde. In Mossul machte er sich auch mit den Werken des persischen Philosophen Suhrawardi vertraut, doch sagten sie ihm nicht zu. Bereits nach einem Jahr verließ er Mossul und ging nach Damaskus, wo Sultan Saladin zahlreiche bekannte Gelehrte seiner Zeit versammelt hatte. Abd al-Latif traf in Damaskus den Grammatiker al-Kindi al-Baghdadi und verfasste einige grammatische und philologische Schriften, unter denen eine Erklärung der in der arabischen Tradition vorkommenden dunklen Ausdrücke die bedeutendste ist. Von Damaskus aus reiste er 1191 über Jerusalem zu Saladins Lager vor Akkon. Dort machte er die Bekanntschaft des Chronisten Imad ad-Din al-Isfahani. Auch empfing ihn der Oberrichter des Heers, Baha ad-Din ibn Schaddad, dem eine Lebensbeschreibung des Sultans verdankt wird, und stellte ihn Kadi al-Fadil vor, der ein wichtiger Berater Saladins war. Kadi al-Fadil unterhielt sich mit Abd al-Latif über verschiedene wissenschaftliche Gegenstände. Da Abd al-Latif den Wunsch äußerte, nach Kairo zu reisen, stellte Kadi al-Fadil ihm einen Geleitbrief an seinen dortigen Haushofmeister aus, der ihm einen der Paläste von Kadi al-Fadil als Wohnung anwies und ihn mit Geld und Lebensmitteln versah.
In Kairo lernte Abd al-Latif den berühmten jüdischen Gelehrten Maimonides kennen. In derselben Stadt traf er auch Abu al-Qasim al-Shari’i, der ihn erstmals mit den Werken der antiken Philosophen Aristoteles, Alexander von Aphrodisias und Themistios sowie des arabischen Philosophen al-Fārābī vertraut machte. Auf der Grundlage der Schriften der antiken Philosophen prüfte Abd al-Latif die Lehren Avicennas und kam zum Schluss, dass diese nur geringen Gehalt hätten. Dennoch konnte er sich nicht sofort von dem bis dahin von ihm sehr geschätzten Gelehrten lossagen. Als sich Saladin während des mit den Kreuzfahrern im September 1192 geschlossenen dreijährigen Waffenstillstandes in Jerusalem aufhielt, begab sich And al-Latif zu ihm. Der Sultan sicherte ihm ein monatliches Gehalt zu und ernannte ihn zum Verwalter der Umayyaden-Moschee in Damaskus. Dort übte Abd al-Latif auch mit Erfolg eine Lehrtätigkeit aus.
Nach Saladins Tod (1193) kehrte Abd al-Latif nach Kairo zurück, wo ihm Al-Malik al-Aziz, Saladins jüngerer Sohn und dessen Nachfolger in Ägypten, ein ansehnliches Gehalt aussetzte. Diese Position behielt er auch, nachdem Saladins Bruder Al-Malik al-Adil 1200 in Ägypten die Macht ergriffen hatte. Während seinem Aufenthalt in dem Nil-Land erlebte Abd al-Latif die schreckliche, von 1200 bis 1201 wütende Hungersnot infolge einer ungenügenden Nilschwemme. Von diesem Ereignis gibt er in seinem erhaltenen Werk über Ägypten eine grauenerregende Schilderung, z. B. über Kannibalismus. Nach seiner um 1206 erfolgten Abreise aus Ägypten hielt er sich einige Zeit wieder in Jerusalem auf, unterrichtete dort mehrere Wissenschaften und verfasste zahlreiche Werke. 1208 wählte er wieder Damaskus zu seinem Wohnsitz und übte in dieser Stadt nicht nur eine Lehrtätigkeit aus, sondern praktizierte auch als erfolgreicher Arzt und erlangte in der Heilkunst einen großen Ruf.
Von Damaskus reiste Abd al-Latif nach einigen Jahren nach Aleppo und von dort um 1223 nach Erzincan (Arzinjan, Erzindhan) in Armenien am Oberlauf des Euphrat in der heutigen Türkei. Dort weilte er am Hof des Mengücekherrschers Ala al-Din Da'udşah ('Ala' al-Din Da'udshah), einem Freund der Naturwissenschaften, und erlangte dessen Protektion. Mehrere um diese Zeit verfassten Schriften widmete Abd al-Latif seinem Gönner, der ihm eine bedeutende Pension zukommen ließ. Als Sultan Ala ad-Din Kaikobad I. ('Ala' al-Din Kay-Qubadh I.), der Fürst im Sultanat der Rum-Seldschuken, Erzincan 1228 eroberte, verließ Abd al-Latif Stadt und Land. Er wandte sich nun wieder nach Aleppo und fand hier teils als Arzt, teils als Lehrer in verschiedenen Wissenschaften Beschäftigung. Al-Malik al-Aziz Muhammad, ein Enkel Saladins, war damals Emir von Aleppo, aber die Regierung führte vornehmlich sein erster Minister Shihab al-Din Tughril, der Abd al-Latif förderte. Trotz seines fortgeschrittenen Alters entschloss sich Abd al-Latif noch zu einer Wallfahrt nach Mekka. Er nahm den Weg über Bagdad, um dem Abbasiden-Kalifen Al-Mustansir bi-llah einige seiner Werke zu überreichen. Aber kaum war er in Bagdad eingetroffen, warf ihn eine Krankheit nieder, an der er am 8. November 1231 69-jährig verstarb. Er wurde an der Seite seines Vaters auf dem Wardiyya-Friedhof beigesetzt.

## Werk
Abd al-Latif al-Baghdadi eignete sich auf seinen Reisen durch Kontakte mit anderen Gelehrten eine umfassende Kenntnis der damaligen Wissenschaften an und hinterließ ein gewaltiges Werk über fast das gesamte Wissen seiner Zeit, vor allem in den Sparten Philologie, Philosophie, Grammatik, Recht, arabische Tradition, Medizin und Mathematik. Eine Liste von 173 von Abd al-Latif verfassten Werken, darunter auch kleine Abhandlungen, gibt der syrische Arzt Ibn Abī Usaibiʿa am Ende des ihm gewidmeten Artikels in der Biographien-Sammlung Quellen von Nachrichten über Ärztegenerationen. Von diesen Schriften, von denen nur ein kleiner Teil erhalten blieb, beziehen sich 53 auf Medizin und 48 auf Philosophie. Abd al-Latif kannte Werke mehrerer antiker Autoren; u. a. schrieb er Kommentare auf und Epitomen von Schriften von Aristoteles, Dioskorides, Hippokrates und Galen.

### Bericht über Ägypten
Unter dem Titel Kitab Al-Ifada wa'l-I'tibar (Kitab Al-Ifadah Wa'l-I'Tibar, Das Buch des Nutzens und der Belehrung) verfasste Abd al-Latif eine kurze, zwei Bücher umfassende Reisebeschreibung Ägyptens, die teils der geographisch-naturwissenschaftlichen, teils der historisch-annalistischen Literatur angehört. Hierbei konnte er sich auf seine eigene Autopsie stützen. Im ersten Buch berichtet der Autor zunächst Allgemeines über das Nil-Land, sodann mit wissenschaftlichem Interesse über die dortige Flora und Fauna sowie über bedeutende Bauwerke der Pharaonen. Das zweite Buch informiert anfangs über den Nil und die Wichtigkeit der Nilschwemme für das Land. Im Anschluss stellt Abd al-Latif seine Beobachtungen über eine in den Jahren 1200 und 1201 wütende Seuche und Hungersnot dar, die durch zu niedriges Hochwasser des Nils ausgelöst worden war. Es kam damals zu einer zunehmenden Verrohung der hungernden Einwohner Kairos, wobei Fälle von Kannibalismus auftraten, ebenso Morde auf offener Straße. Dies ermöglichte Abd al-Latif eigene Skelettuntersuchungen, auf deren Basis er anatomische Fehler des antiken Arztes Galen korrigierte. Laut Abd al-Latif hätten sogar Eltern während der Hungersnot häufig ihre Kinder ermordet und verzehrt, und obwohl solche Straftaten mit Verbrennung bei lebendigem Leib geahndet worden seien, hätten die Behörden sie nicht verhindern können. Diesen erschütternden Bericht gibt der Autor leidenschaftslos in einer klaren, schlichten Sprache wieder. In einer anderen interessanten Passage spricht er von zahlreichen Inschriften in unbekannten Schriftzeichen, die sich auf der Außenseite der Pyramiden befänden.
Der englische Orientalist Edward Pococke entdeckte 1665 ein Manuskript dieses Werks – das 1203 in Kairo geschrieben worden war – und brachte es aus dem Osten nach Europa. Es wird in der Bodleian Library in Oxford aufbewahrt. Pococke wollte das Werk mit einer lateinischen Übersetzung herausgeben. Die Letztere verfertigte mit seiner Hilfe sein Sohn, doch Pocockes Tod (1691) verhinderte die vollständige Ausführung seines Vorhabens. Nachher wollten sowohl Hyde als auch Thomas Hunt das Werk herausgeben, aber erst einem Oxforder Professor der hebräischen Sprache, Joseph White, gelang es, das Unternehmen zu Ende zu führen. Er ließ den arabischen Text zuerst in Oktav abdrucken, war dann aber, da der Abdruck nicht ganz korrekt ausfiel, im Begriff, alle Exemplare zu unterdrücken. Doch überließ er dem damals in Oxford weilenden E. G. Paulus auf dessen Bitten die ganze Auflage, die dieser 1789 in Tübingen mit einer Vorrede veröffentlichte. Der zweite von White besorgte Abdruck in Quart erschien mit seiner lateinischen Übersetzung und am Ende angehängten Anmerkungen im Jahr 1800 in Oxford. Eine deutsche Übersetzung mit erläuternden Anmerkungen edierte S. Wahl unter dem Titel Abd al-Latifs Denkwürdigkeiten Ägyptens (Halle 1790). Vor allem aber verfasste Antoine Isaac, Baron Silvestre de Sacy, der Begründer der modernen Arabistik, eine treffliche Übertragung ins Französische mit reichhaltigem Kommentar (Relation de l’Égypte, Paris 1810). Eine Faksimile-Ausgabe des Autographs mit englischer Übersetzung brachten K. H. Zand, J. und I. Videan heraus (The Eastern Key, London 1965).

## Ausgaben und Übersetzungen
- 'Abd-al-Laṭīf al-Baġdadī, Abdallatif’s eines arabischen Arztes Denkwürdigkeiten Egyptens in Hinsicht auf Naturreich und physische Beschaffenheit des Landes und seiner Einwohner, Alterthumskunde, Baukunde und Oekonomie, mit vielen medicinischen Bemerkungen und Beobachtungen, historischen, topographischen und andern beiläufig eingestreuten Nachrichten auch vornehmlich einer merkwürdigen Annale der Jahre 1200 und 1201 / aus dem Arab. übers. und erl. von S. F. Günther Wahl, Halle: Verlag des Waisenhauses 1790.
- Abd al-Latif al-Baghdadi: Relation de l’Egypte par Abd-Allatif. Impr. Impériale, Paris 1810 (eingeschränkte Vorschau in der Google-Buchsuche – arabisch: كتاب الإفادة والاعتبار. Übersetzt von Silvestre de Sacy).
- John A. & Ivy E. Videan, Zand & Kamal Hafuth (Übersetzer): The Eastern Key by Kitab „Al-Ifadah Wa'l-I'Tibar“ of Abd Al-Latif Al-Baghdadi. Allen and Unwin, London 1965